# Георгиевский монастырь (Балаклава)
Балакла́вский Гео́ргиевский монасты́рь — православный мужской монастырь Симферопольской епархии Русской православной церкви, расположенный в Балаклавском районе Севастополя у побережья Чёрного моря, рядом с мысом Фиолент.

## История

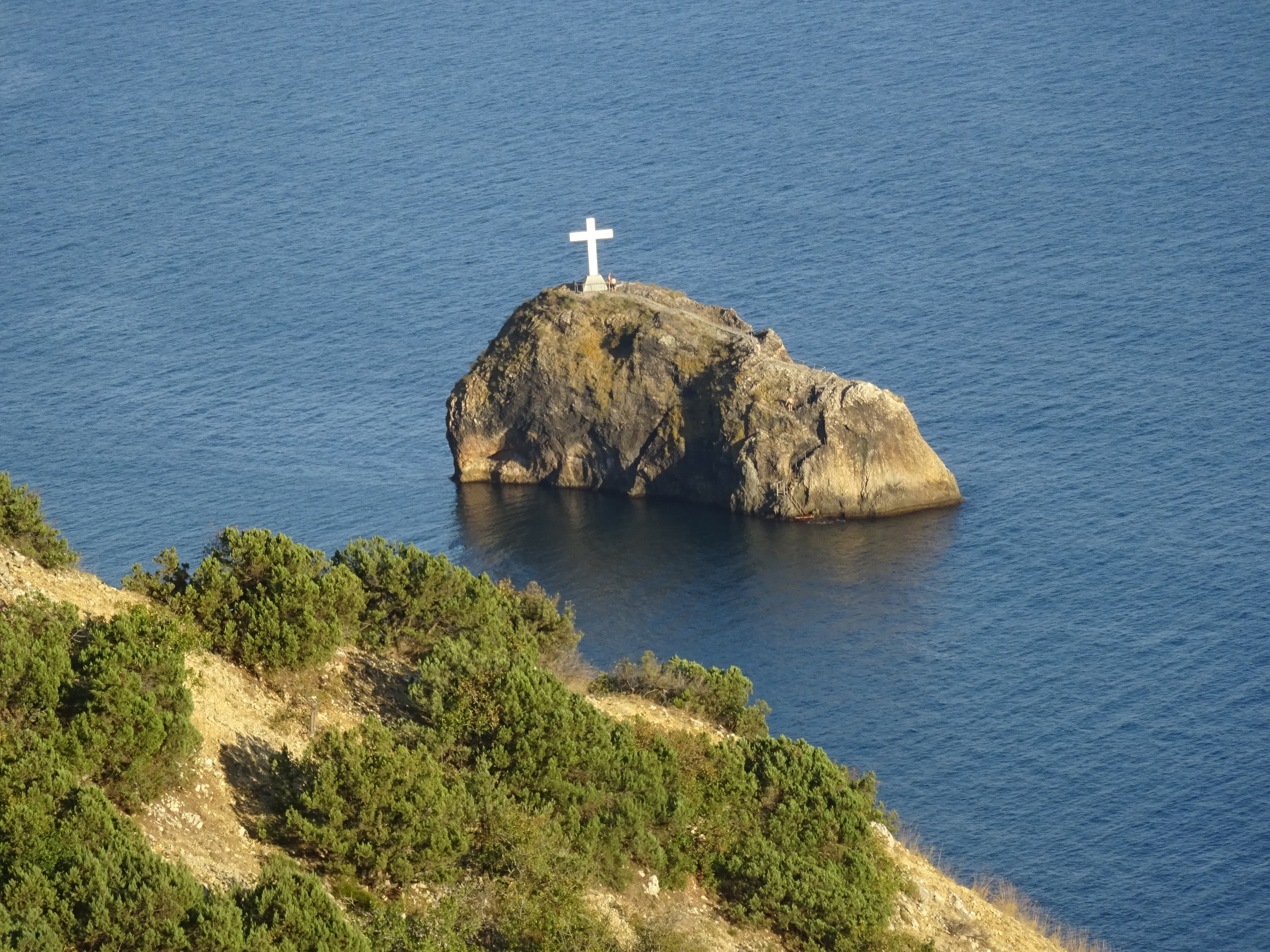
Георгиевская скала

По легенде, монастырь был основан в 891 году таврическими греками-мореплавателями, которых у Фиолента настигла буря. Судно едва не разбилось о прибрежную скалу, но моряки взмолились святому Георгию Победоносцу, и буря утихла, а на скале они нашли икону святого Георгия. В благодарность за спасение моряки основали на береговом склоне обитель с пещерной церковью во имя Георгия Победоносца. На самой скале был установлен крест.
Считается, что в средневековье монастырь процветал и оставался действующим как при генуэзцах, так и во времена Крымского ханства, когда Георгиевский монастырь оставался одной из немногих христианских обителей на полуострове. Первое документальное свидетельство о существовании монастыря на мысе Фиолент относится лишь к 1578 году («Описание Крыма» послом Стефана Батория Мартином Броневским).
Сведений о Балаклавском монастыре в XVII—XVIII веках почти не сохранилось, вероятно, в то время он находился в запустении. По переселении из Крыма православного населения в 1778 году, в обители жили 3 монаха, в 1793 году — 9 насельников, один из них — старец иеромонах Каллиник.
В 1794 году, когда Крым уже был в составе Российской империи, греческие монахи покинули Георгиевский монастырь, не пожелав перейти в подчинение Русской церкви вместо Константинопольского патриархата; обитель перешла под юрисдикцию российского Святейшего синода.

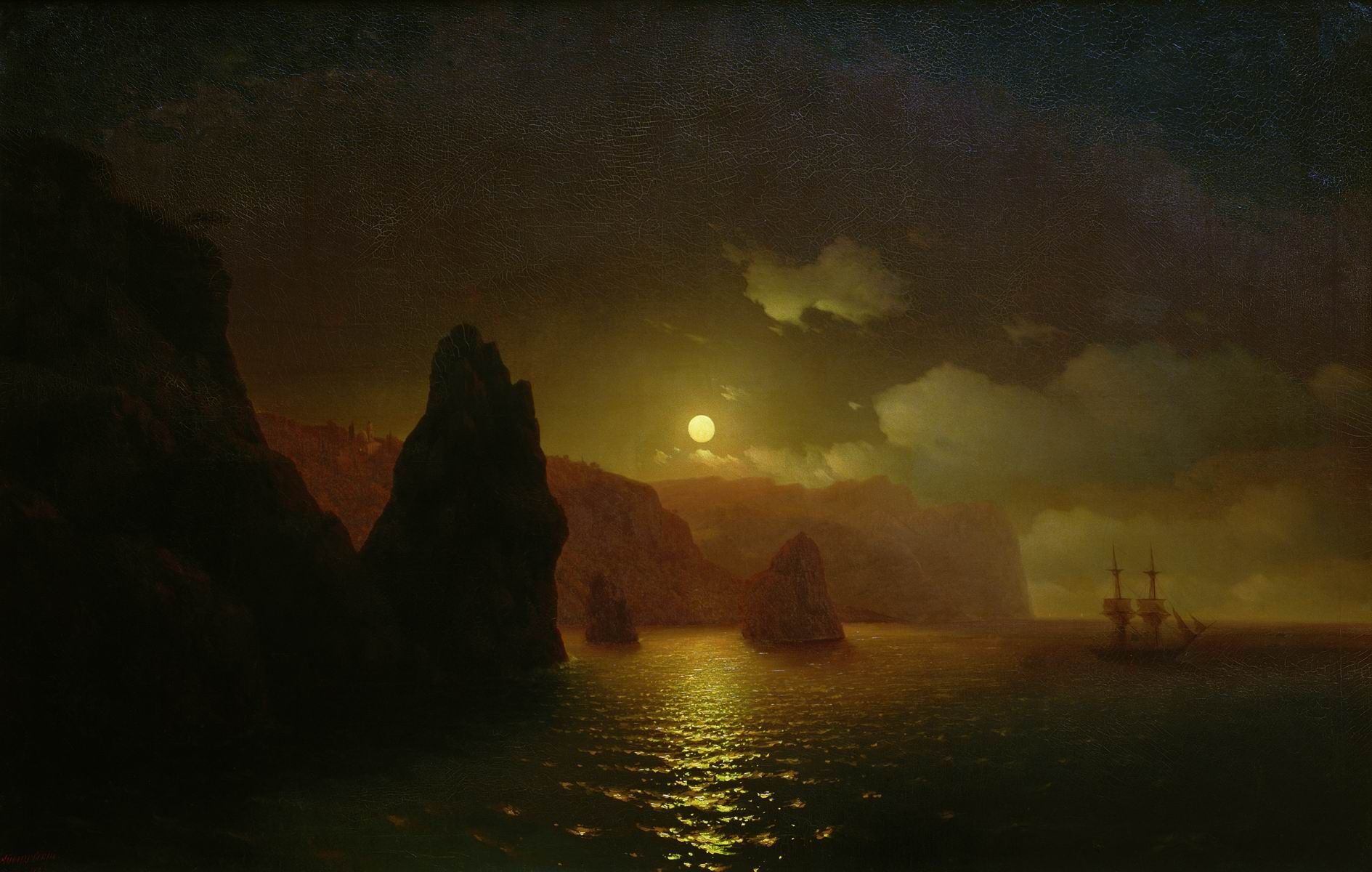
И. К. Айвазовский. «Георгиевский монастырь. Мыс Фиолент» (1846)

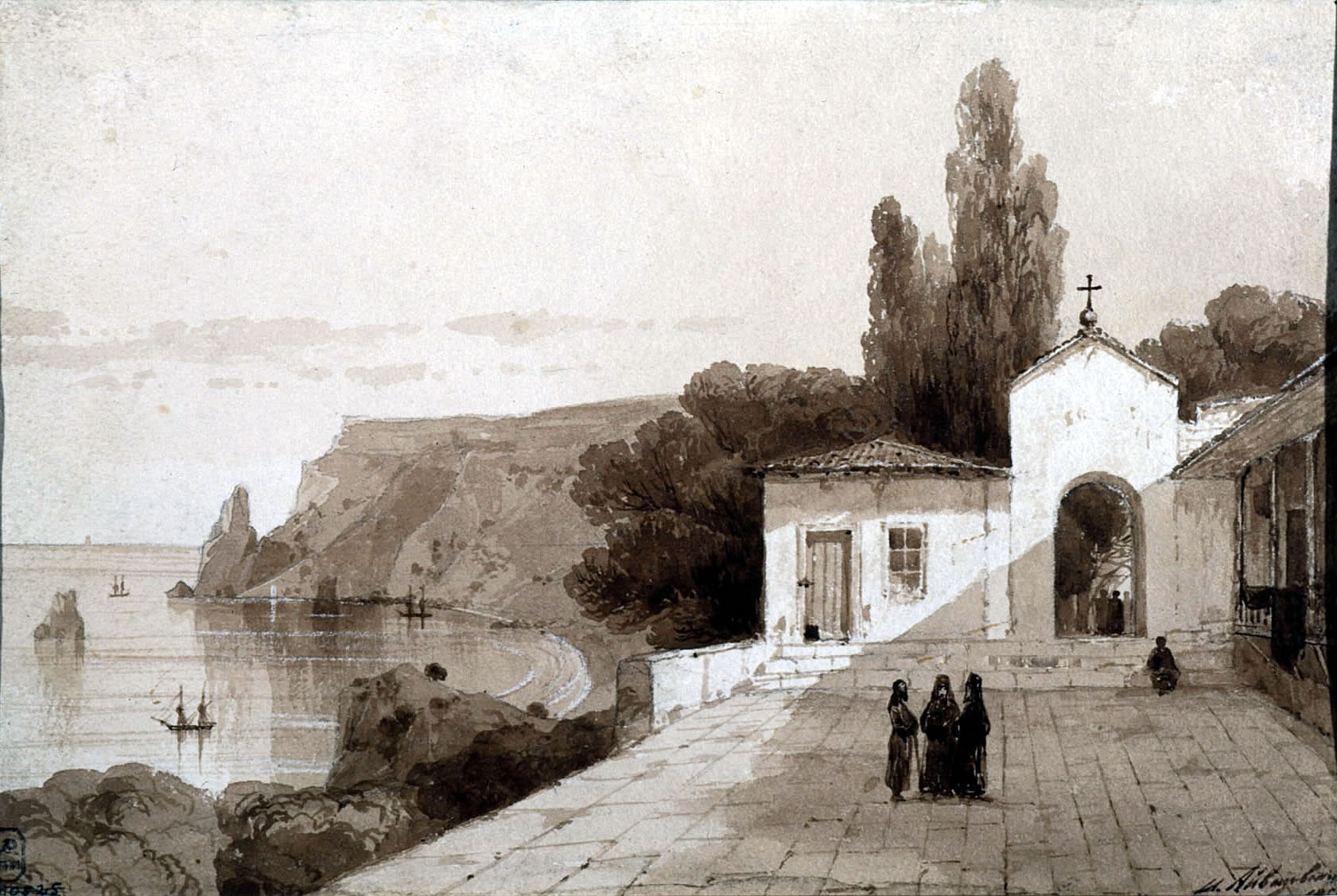
И. К. Айвазовский. «Вид Георгиевского монастыря» (1858)

В начале XIX века монастырь использовался в качестве местопребывания военного духовенства Черноморского флота и назывался «флотским». В 1810—1816 годы обветшавший Георгиевский храм был разобран и заменён на новый, возведённый в стиле классицизма. Тогда же были построены новые кельи, Георгиевский фонтан и трапезная.
В 1820 году Георгиевский монастырь посетил Александр Пушкин, о чём напоминает установленная в 2011 году близ монастыря площадка-ротонда с памятным знаком. В XIX веке монастырь многократно посещали и русские цари: Александр I (в 1818 и 1825 годах), Николай I (1837), Александр II (1861), Александр III (1893), Николай II (1898). Другие известные посетители Георгиевского монастыря в XIX веке: Александр Грибоедов (1825), Иван Айвазовский (1846), Александр Островский (1860), Иван Бунин (1889), Антон Чехов (1898).
В 1816 и 1846 годах облагораживался источник Святого Георгия — один из нескольких пресных источников на склонах окрестностей Фиолента. Ешё в начале XX века источник обозначался на всех путеводителях, в том числе как целебный. В настоящее время доступа непосредственно к источнику нет. Причина — вода признавалась городской санэпидемстанцией непригодной для питья на момент проверки.
В ходе Крымской войны 1853—1856 годов монастырь был в течение почти двух лет занят англо-французскими войсками, однако здания монастыря от военных действий не пострадали. В 1891 году монастырь отметил своё 1000-летие, в эти же годы были благоустроена территория, отремонтированы здания, а также проложена 640-метровая лестница к монастырю и к берегу моря напротив Георгиевской скалы.

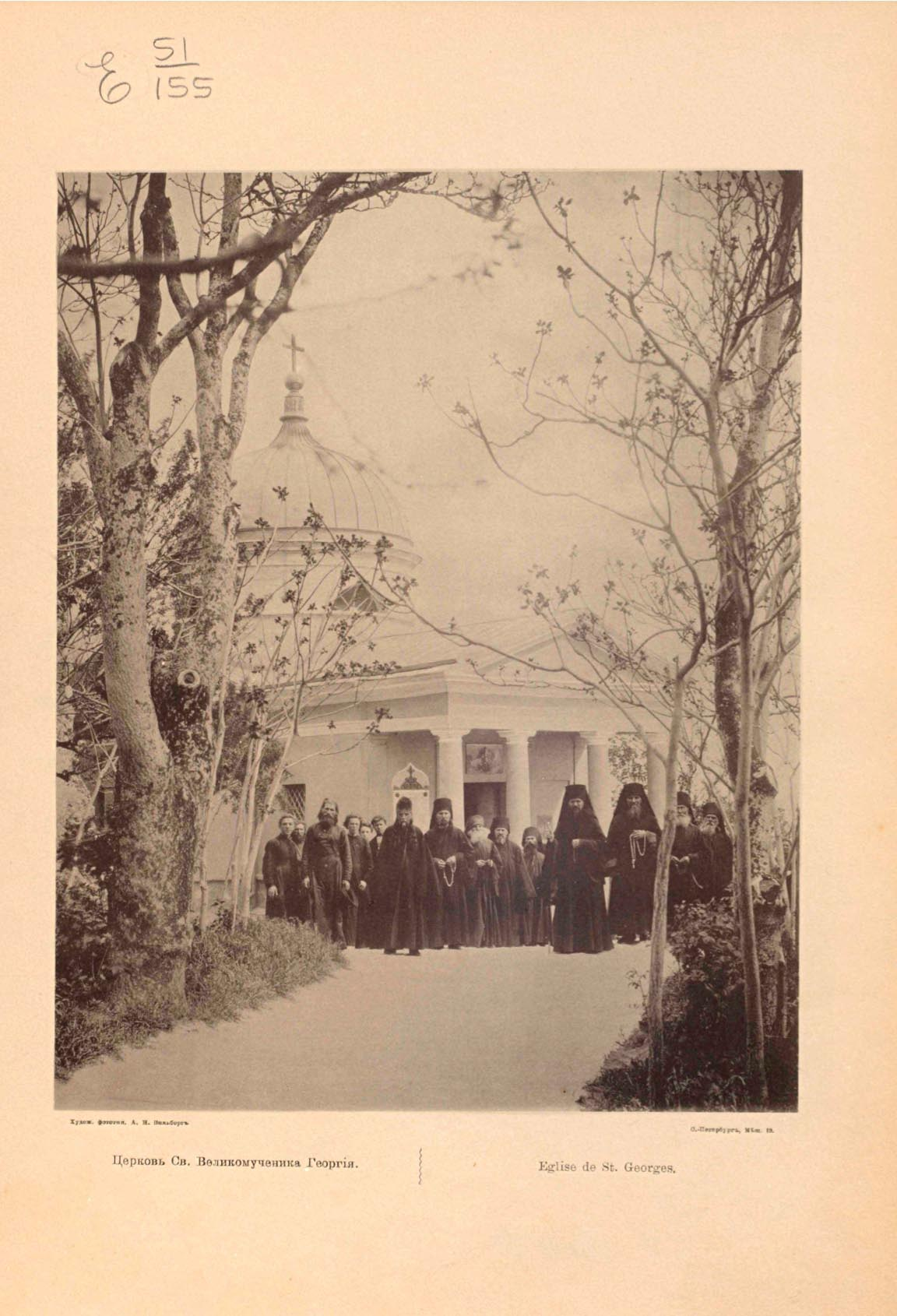
Храм св. великомученика Георгия. Из «Альбома видов Георгиевского Балаклавского монастыря в Крыму» (1891)

В годы Первой мировой войны на территории обители действовал лазарет. При Социалистической советской республике Тавриды в 1918 году монастырь предали раненным. В комиссию охраны города поступило заявление от Севастопольского Союза увечных воинов:
«Товарищи! Союзу увечных воинов перешел Георгиевский монастырь. Туда выбрана комиссия для его приемки и произведения работ по поднятию хозяйства. Экономические условия сугубы — денег пока нет. Отсутствие продуктов тормозит работу, как комиссии, так и наем достаточного количества работающих. Помогайте нам, чем можно, протяните руку посильственной помощи увечным воинам, пролившим кровь за родину».
Резолюция новой власти: «15.02.1918 г. Принять к сведению».
После установления советской власти в Крыму, в 1922 году имущество монастыря было национализировано, на его базе был создан совхоз «Георгиевский монастырь», а храмы и ряд построек были переданы общине верующих, в число которых вошли и монахи, по-прежнему проживавшие в стенах обители. В ходе кампании по изъятию церковных ценностей в связи с голодом настоятель монастыря иеромонах Ипполит был арестован и осуждён в 1923 году по обвинению в сокрытии церковных ценностей. В 1927 году наиболее поврежденный в результате землетрясения храм св. Георгия был разобран, как не подлежащий восстановлению. В 1929 обитель была закрыта, монастырские здания были переданы ОСОАВИАХИМу под санаторий, храм Рождества Христова отдали Севастопольскому музейному объединению, в храме Воздвижения службы продолжались до 1930 года. В 1939—1941 годах в монастыре находились военно-политические курсы Черноморского флота. В годы Великой Отечественной войны — курсы для офицеров и медсанбаты. После войны — воинская часть Черноморского флота. Утрачены парк, виноградники и некрополь.
В 1991 году монастырь был возвращён верующим, а 14 сентября 1991 года в честь 1100-летнего юбилея на Георгиевской
скале по благословению епископа Симферопольского и Крымского Василия, на средства благотворителя Валерия Черненко был установлен новый, металлический, крест (высотой 7 м и весом 1300 кг) взамен уничтоженного советской властью в 1920-е годы мраморного.
6 мая 1993 года архиепископ Симферопольский и Крымский Лазарь совершил на территории обители Божественную Литургию в сослужении севастопольского духовенства, при участии представителей городских властей и командующего Черноморским флотом вице-адмирала Эдуарда Балтина. 22 июля 1993 года состоялась государственная регистрация устава возрождаемой обители.
27 декабря 1994 года Священный Синод УПЦ благословил открытие Свято-Георгиевской обители. 11 июня 1995 года в день Св. Троицы здесь состоялось первое монастырское богослужение. 
Настоятелем обители был назначен Августин (Половецкий), который энергично приступил к её возрождению. После своей гибели в 1996 году он был похоронен в её стенах.
2 февраля 1995 года монастырю были подчинены храм святых 12-ти апостолов в Балаклаве и храм святых равноапостольных Константина и Елены в селе Флотском.
15 ноября 2005 года на краю обрыва над пещерным храмом Рождества Христова установлен памятник св. апостолу Андрею Первозванному. В 2000—2009 годах восстановлен храм св. Георгия.

## Настоятели обители после её возрождения
- 30.8.1994—13.9.1996 — игумен Августин (Половецкий).
- игумен Аристарх (Макаренко)
- игумен Савватий (Мызников)
- архимандрит Виссарион (Клановец)
- Игумен Матфей (Самохин)

## Захоронения
- 1840 — граф Витт, Иван Осипович, генерал от кавалерии, герой 1812 года.
- 1844 — князь Голицын, Александр Николаевич, министр народного просвещения.
- 1857 — граф Перовский, Василий Алексеевич, оренбургский генерал-губернатор
- 1890 — Тригони, Николай Иванович, генерал-майор
- 1894 — Соковнин, Николай Михайлович, вице-адмирал
- 1896 — Карнеев, Аким Егорович, академик живописи

## Ансамбль

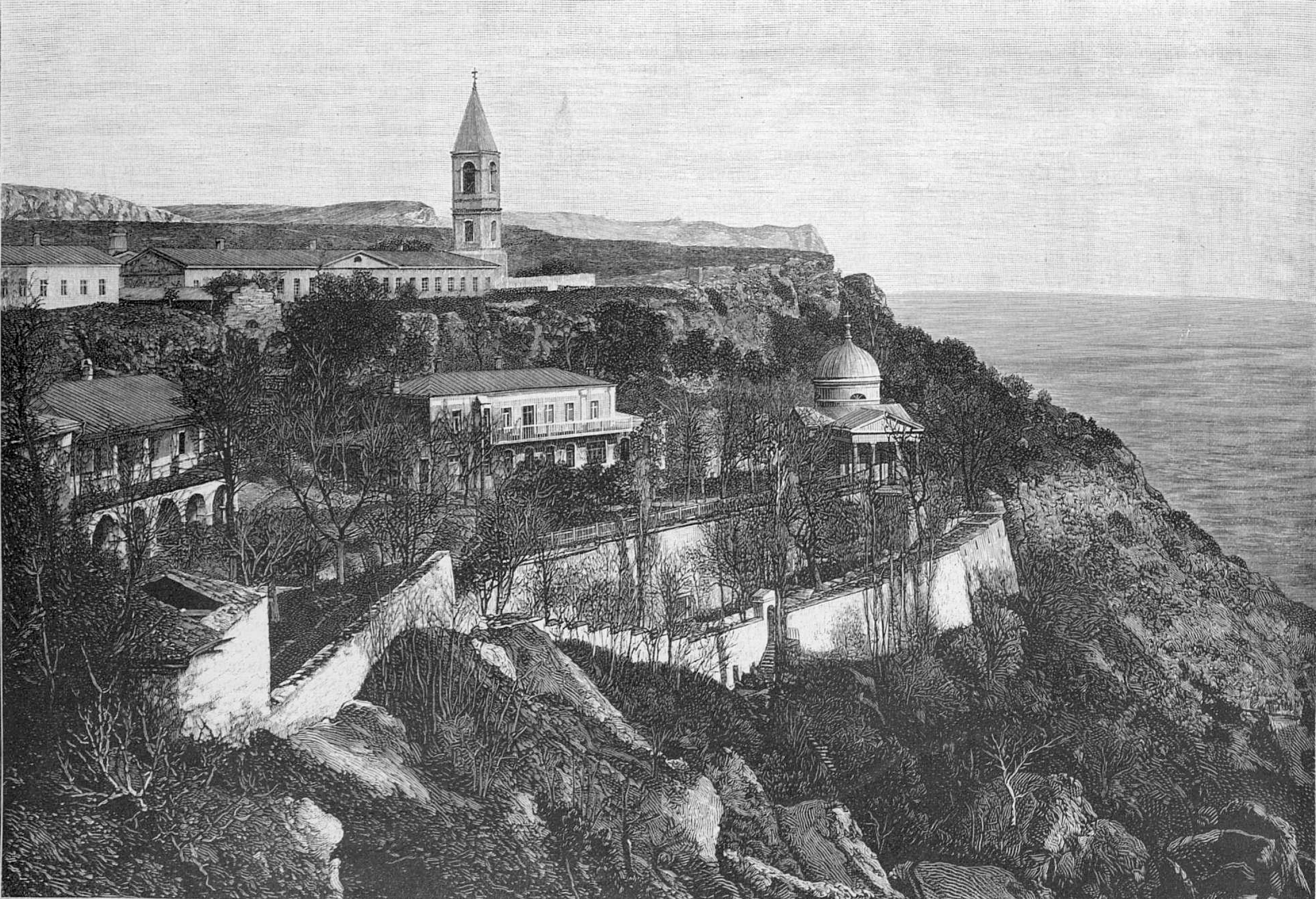
Монастырь в 1891 году

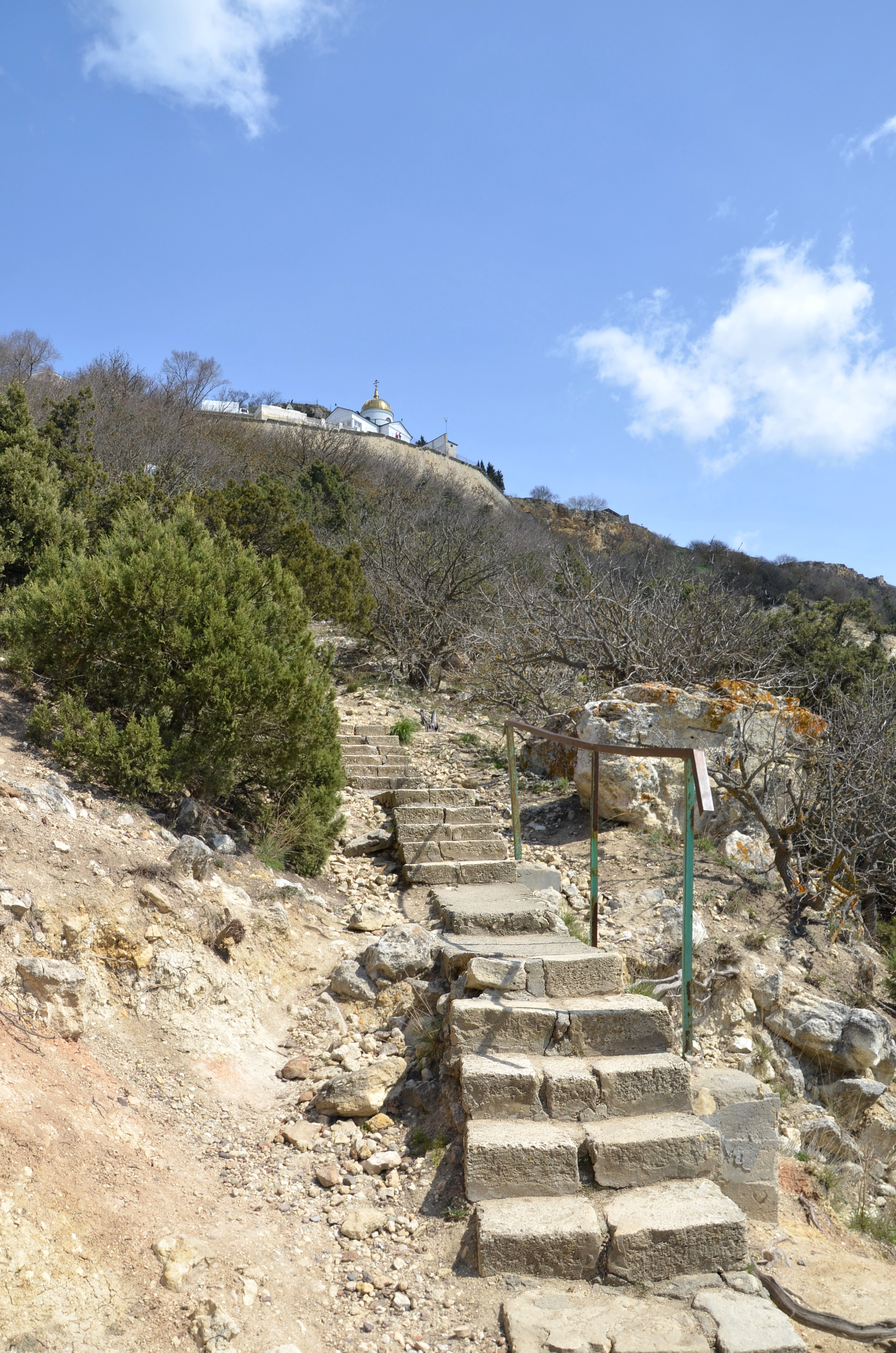
Монастырская лестница

### Плато
- колокольня (XIX в.)
- бывший Воздвиженский храм, ныне библиотека военной части (1850)
- часовня на могиле митрополита Хрисанфа (1893)
- памятник Пушкину (1952, перенесен из Севастополя в 1983)
- памятник св. ап. Андрею Первозванному (2005)

### Западная часть террасы
- 2 старинных братских корпуса (XIX в.)
- главный братский корпус (XIX в.)
- храм св. Георгия (1810—1816; воссоздан в 2000—2009)
- трапезная (1838)
- пещерный храм Рождества Христова (1892—1893)
- часовня Иверской иконы Божией Матери (2000)
- источник св. Георгия (1816/1846)

### Окрестности
- некрополь монастыря
- беседка-ротонда с памятным знаком в честь А. С. Пушкина (2011)
- развалины дома адмирала М. П. Лазарева
- лестница к Яшмовому пляжу (1891)
- Георгиевская скала с лестницей и крестом (в море напротив Яшмового пляжа)

Современный вид монастыря
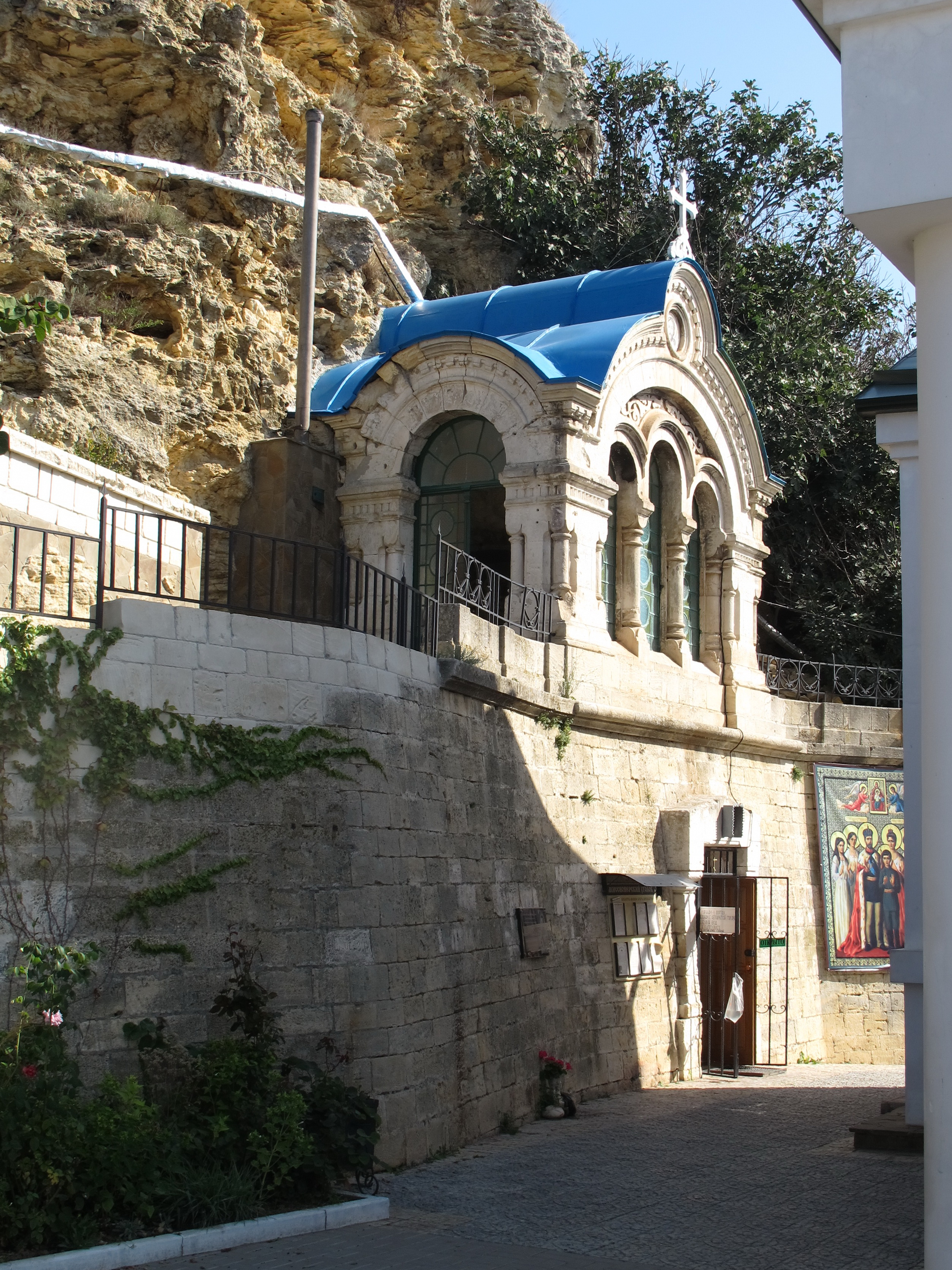
Пещерный Храм Рождества Христова
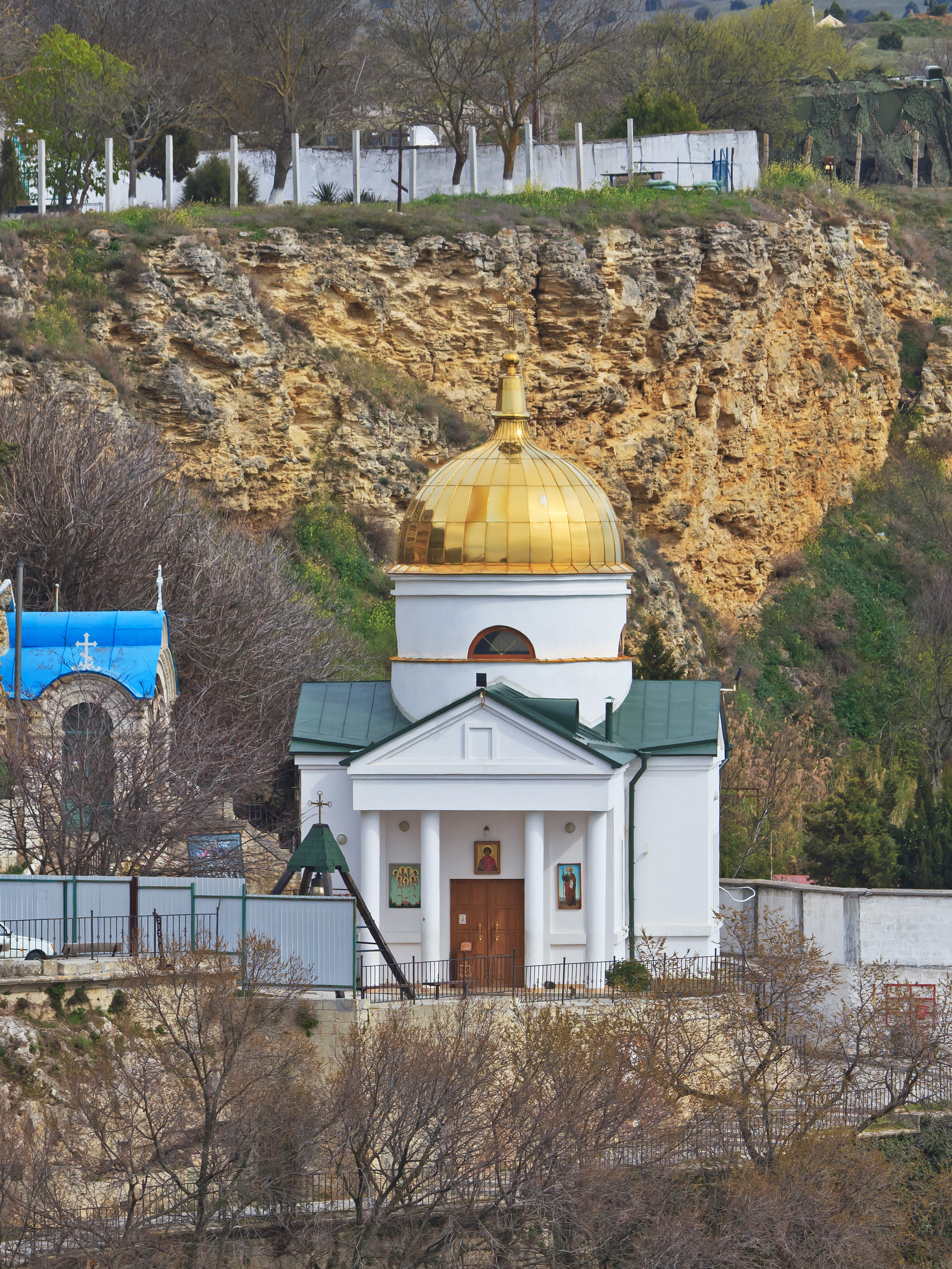
Георгиевский храм
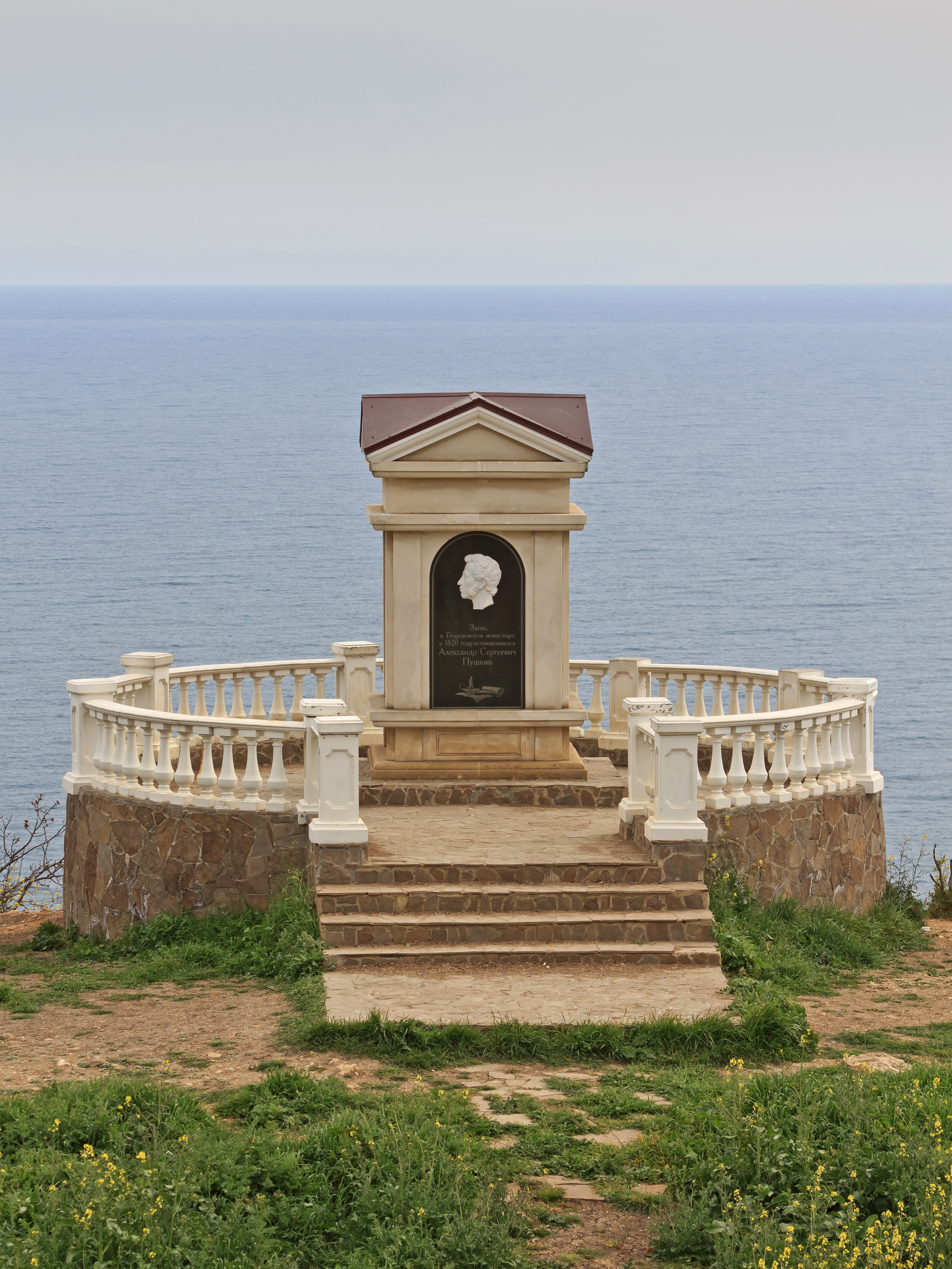
Беседка-ротонда
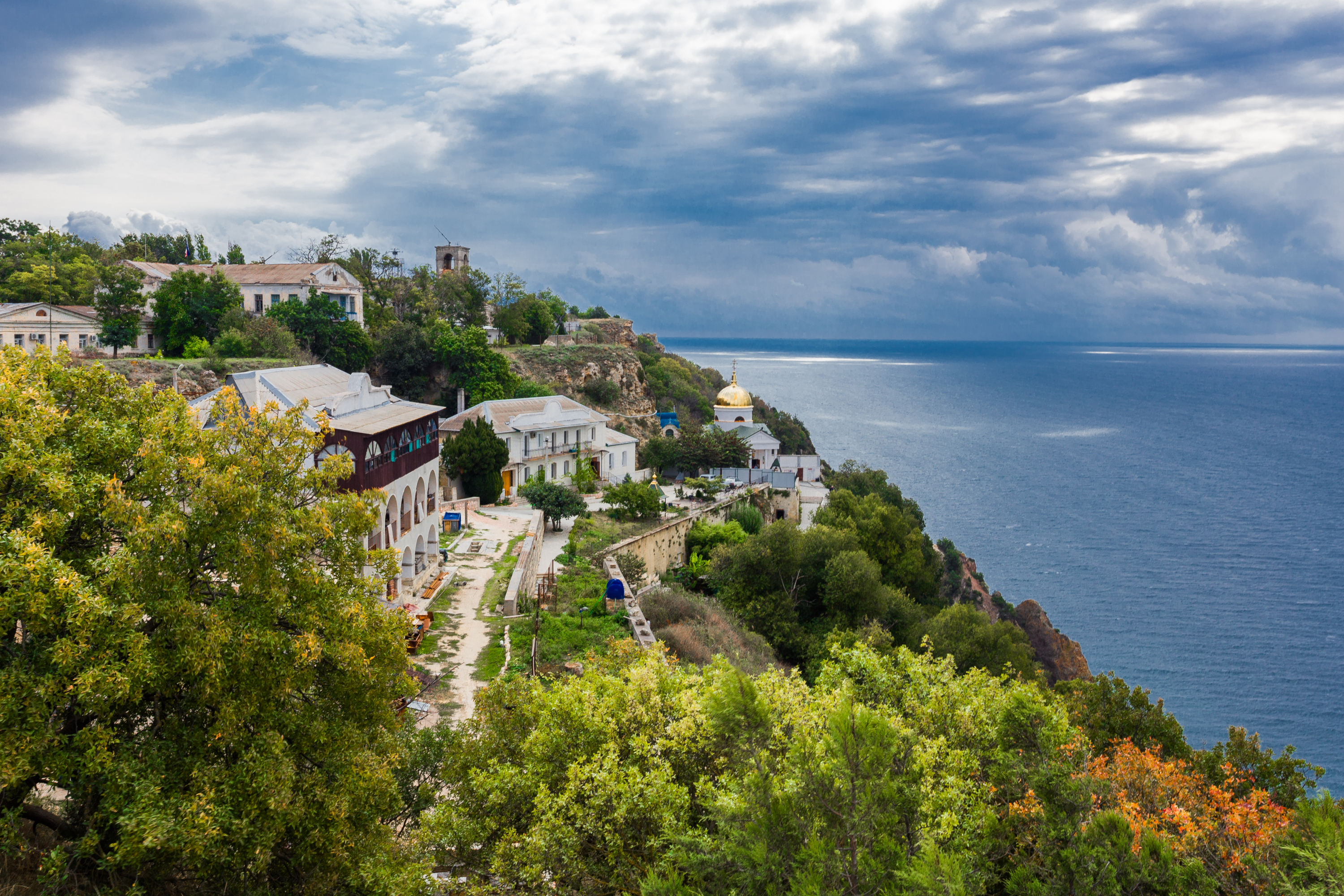
Вид на корпуса